# Amonné soli

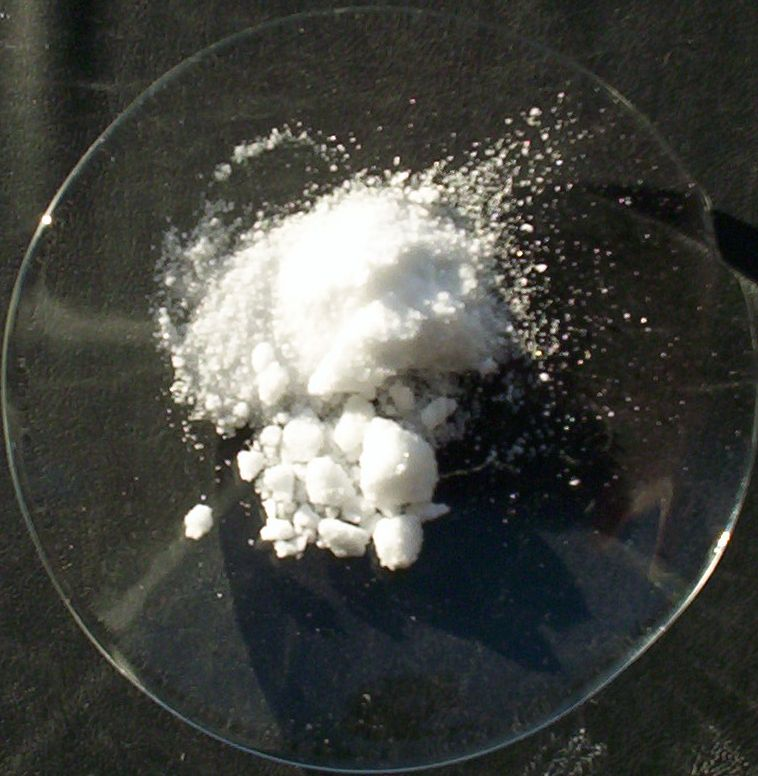
Chlorid amonný

Amonné soli jsou bílé krystalické látky, obsahují amoniový kationt NH4+. Vznikají reakcí amoniaku (azanu) s kyselinami. Jsou velmi dobře rozpustné a při vysokých teplotách se rozkládají.
Příklad: 2NH3 + H2SO4 → (NH4)2SO4